# ノラ・イストレフィ
ノラ・イストレフィ（アルバニア語:Nora Istrefi）はコソボ出身のアルバニア人の歌手。ユーゴスラヴィア、セルビア社会主義共和国、コソボ社会主義自治州、ジャコヴァ郡 / ジャコヴィツァ郡のデチャニ（現コソヴォ共和国）出身、1981年7月29日生まれ。

## 来歴
ノラ・イストレフィの音楽活動は2003年、コソヴォ放送のテレビ番組Top RTKに出演したのが始まりであった。2006年の同番組で「Nuk Mundem」を歌って優勝し、同年この曲のほか「Negativ」、「Një Djalë」「E di」がコソヴォの音楽ランキングにあがった。
ノラの音楽スタイルはポップ・ミュージックやR&B、ポップ・フォークなどの要素を織り交ぜたものである。その音楽性に加えて魅力的な外見も人気のひとつの要因であり、ファッション・デザインにも精通している。

## アルバム
- Engjëll （2005年）
- Opium （2006年）
- Another World（2008年）